# Schüttentobel
Schüttentobel is een plaats in de Duitse gemeente Grünenbach, deelstaat Beieren.